# Nyctiprogne
Genre
Nyctiprogne est un genre d'oiseaux de la famille des Caprimulgidae, dont les deux espèces se rencontrent en Amérique du Sud.

## Liste d'espèces
Selon la classification de référence du Congrès ornithologique international (version 5.1, 2015) :
- Nyctiprogne leucopyga – Engoulevent leucopyge
- Nyctiprogne vielliardi – Engoulevent du Bahia